# Guaraldi (casa editrice)
Guaraldi è una casa editrice italiana fondata nel 1971 a Bologna da Mario Guaraldi (Rimini, 26 settembre 1941 - 2 gennaio 2025) che trasferì quasi subito la sua sede a Firenze e infine a Rimini.

## Le origini
La "prima" Guaraldi nasce a Firenze nel 1971 con un'unica collana, "Ipotesi", suddivisa in tre sezioni: "Informazione e cultura", "Passato e futuro" e "Presente imperfetto", cui ben presto si aggiungono "La Sfinge" sulla psicoanalisi e "Le frontiere dell'educazione". Il gruppetto che la anima è formato, oltre che dal fondatore Mario Guaraldi, da giovani ricercatori come Giovanni Bechelloni, Mario Caciagli, Valentino Baldacci e da giovani graphic designer come Andrea Rauch.

## Le prime pubblicazioni
I primi titoli pubblicati, di grande rilevanza in ambito sociologico, pedagogico e politico sono:
- Il calcio come ideologia di Gerhard Vinnai (1970);
- La dialettica dei sessi di Shulamith Firestone (1970);
- Sisifo, ovvero i limiti dell'educazione di Bernfeld Siegfried (1971);
- Guida all'educazione non repressiva: la civiltà contro il bambino? di Bruno Biasutti (1974);
- Diario di un educastratore di Jules Celma (1972);
- I pampini bugiardi: indagine sui libri al di sopra di ogni sospetto: i testi delle scuole elementari, a cura di Marisa Bonazzi con l'introduzione di Umberto Eco (1972);

Sempre in quel periodo la casa editrice pubblica le prime traduzioni italiane di:
- Pierre Bourdieu (I delfini: gli studenti e la cultura, introduzione di Goffredo Fofi, 1971; La riproduzione, La fotografia ecc.);
- August Strindberg (Le parole che vi ingannano: un libro di lettura per le classi subalterne, 1971);
- George Bataille (Critica dell'Occhio, 1972 e L'Impossibile, 1973);
- Abraham Moles (Sociodinamica della cultura, 1976);
- Luc Boltanski (Puericultura e morale di classe, 1972).

Da ricordare, sempre degli anni Settanta:
- Cani sciolti, di Renzo Paris (1973);
- Da Bruno Roghi a Gianni Brera: storia del giornalismo sportivo di Aldo Biscardi, con una presentazione di Gianni Rodari (1973);
- Folklore e profitto: tecniche di distruzione di una cultura di Luigi Maria Lombardi Satriani (1973);
- Cruciverba politico: come funziona in Italia la strategia della diversione di Luce d'Eramo (1974);
- Il supernulla: ideologia e linguaggio della pubblicità di Lamberto Pignotti, con il contributo di Omar Calabrese (1974);
- Il centro sinistra biodegradato di Tullio Pericoli ed Emanuele Pirella (1974);
- Tecniche dell'inganno di Giuseppe Bonura (1974);
- Banditi a Orgosolo di Franco Cagnetta, con una introduzione di Alberto Moravia (1975);
- La politica della fede: dall'ideologia cattolica alla teologia della rivoluzione di Ernesto Balducci (1976);
- Arti figurative e linguaggio di Omar Calabrese (1977);
- Radio e televisione di Furio Colombo (1977);
- Specializzazione scientifica e unità della cultura di Eugenio Garin e Lucio Lombardo Radice (1977);
- L'animazione teatrale di Giuliano Scabia (1978);
- Linguaggio, scuola e società di Tullio De Mauro, Sergio Moravia e altri (1978);
- Storia e letteratura nel '900 di Giorgio Candeloro e Giorgio Luti (1978);

Non meno importanti i testi di psicoanalisi della prima generazione freudiana, da Sandor Ferenczi a Ernest Jones (Estetica, sociologia, politica, 1971), da Otto Rank (Il trauma della nascita e il suo significato psico-analitico, 1972), fino a Géza Róheim (Gli eterni del sogno: un'interpretazione psicoanalitica dei miti e rituali australiani).
Nel 1974 Mario Guaraldi organizza a Rimini un Convegno titolato Per una editoria democratica al quale partecipa anche il futuro Presidente della Repubblica Giorgio Napolitano (a cui rivolgerà molti anni più tardi, nel 2011, un accorato e inascoltato Appello per una "Costituente del Libro").
La battaglia culturale della "prima" Guaraldi dura appena otto anni e nel 1979 la Casa editrice è obbligata a passare di mano, a una lira simbolica, per proseguire l'attività come NGE, poi finita nelle secche di tangentopoli.

## L'esilio editoriale
Negli anni Ottanta, l'editore Mario Guaraldi si trasferisce a Genova dove dirige parte del marketing Mira Lanza e rilancia le figurine dell’Olandesina; fonda “Art Planning” - la prima “casa editrice di spettacoli”-, produce e fa circolare assieme alla moglie Maria, grandi spettacoli di balletto contemporaneo come la Compagnia americana di Martha Graham; e lancia nel mondo il fondatore della danza moderna giapponese Kazuo Ohno. Per due anni dirige anche gli spettacoli del Meeting di Rimini.

## La "seconda" Guaraldi
Una nuova casa editrice nasce a Rimini nel 1991, sempre col nome Guaraldi.
Le pubblicazioni che più l'hanno fatta notare nei primi anni Novanta sono state:
- Baghdad, la guerra e oltre (1991), a firma "scandalosamente" congiunta del futuro Presidente della regione Lombardia Roberto Formigoni e dell'ex leader dell'Unione dei marxisti-leninisti Aldo Brandirali;
- Con questa tonaca lisa (1992), di don Oreste Benzi, fondatore della Comunità Papa Giovanni XXIII.

Questa "seconda" Guaraldi imbocca la strada dello scouting di nuovi talenti letterari come Guido Conti, Alessandro Zignani, Davide Rondoni e Davide Brullo. Con Guido Conti organizza due celebri convegni letterari, a Colorno, inventandosi la sigla dei "Nuovi Selvaggi" il cui primo resoconto antologico è a cura di Fulvio Panzeri. Due importanti antologie dedicate a La nuova critica letteraria e ai Nuovi poeti italiani contemporanei portano rispettivamente la firma di Arnaldo Colasanti e Roberto Galaverni.
Nello stesso periodo fonda la collana «Novecento riminese». Lancia anche un progetto di traduzione letteraria chiamato ironicamente "Ennesima", dando vita a una collana di Grandi Classici affidati a giovani traduttori.
A partire dal 1996 la Casa editrice imbocca l'avventura del web, immettendo il proprio catalogo in rete e sperimentando per prima le tecniche di Print on demand sviluppate e approfondite poi negli anni successivi anche a livello di Consiglio d'Europa; sperimenta "ante-litteram" le tecniche di stampa da remoto; crea FAST BOOK, una “sottomarca” On Demand e usa la vetrina della propria sede di Rimini come maxi schermo per le lavorazioni in corso d’opera.
Nel luglio del 2000 l'editore cede la maggioranza della casa editrice al Gruppo Logos di Modena in vista di una entrata in Borsa che poi non avverrà. Cessa quasi completamente l'attività di stampa cartacea e si occupa attivamente di incrementare la biblioteca digitale on-line del Gruppo in 113 lingue, denominata "Wordtheque". Ma è un nuovo esilio. Nel giugno 2002, una cordata di imprenditori riminesi riacquista la maggioranza e riporta la Casa editrice a Rimini.

## La "terza" Guaraldi
L'avventura continua ancora una volta con un nuovo programma editoriale realizzato in doppia veste - digitale e cartacea - e delibera di rinunciare alla distribuzione in libreria puntando tutto esclusivamente sul proprio sito web e sull’utilizzo delle piattaforme di “ricerca libri” avviate contestualmente da Google e da Amazon (con la sperimentazione dei primi testi metadatati stampabili a distanza).
È la stagione dei grandi libri e dei grandi progetti: La mia Rimini di Federico Fellini, ad esempio, ma soprattutto il De re militari di Roberto Valturio con la pubblicazione in facsimile dell'editio princeps del 1472. Corredato da numerose xilografie, è considerato il primo "libro illustrato” della nascente editoria italiana. L'edizione guaraldiana è accompagnata da un DVD contenente 4 edizioni dello stesso con PDF "nascosto" sotto le immagini. «Grazie Gutenberg e addio»: questo l’incipit dell'introduzione al cofanetto. L'opera vedrà poi nuovamente la luce nel 2018 nella rivoluzionaria forma Print on sale, evoluzione del print on demand, (cioè stampato solo su richiesta, dopo l'ordine di acquisto, in copia unica).
Nel 2003 l'editore Mario Guaraldi contribuisce a far nascere il primo Master in editoria e fino nel 2005 è chiamato ad insegnare editoria libraria al Corso di Laurea in Editoria Madia e Giornalismo della Facoltà di Sociologia di Urbino. È poi docente al Corso di Laurea in Giornalismo all’Università di Parma dove pubblica con e per i suoi studenti una serie di ricerche sul mondo del libro. Le sue lezioni sono raccolte nel volumetto Radici di carta frutti digitali.
L'11 novembre del 2020 aderisce al progetto "Ok, Rimini" (ideato da Immaginificio e Comune di Rimini) con una diretta Facebook in cui racconta la sua visione futura dell'editoria per la città.